# Mosquete estriado

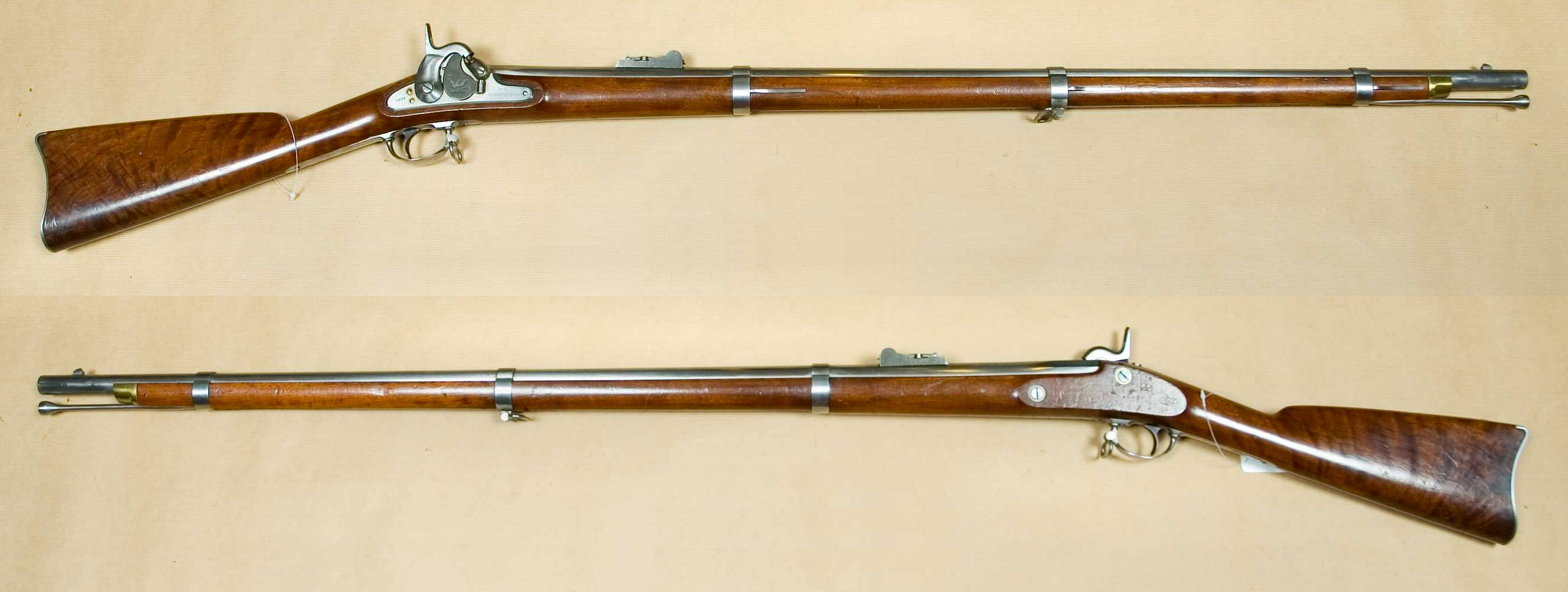
O primeiro mosquete estriado de fábrica, o Springfield Model 1855.

Mosquete estriado ("rifled musket" em inglês) ou mosquete raiado, é um tipo de arma de fogo fabricado em meados do século XIX. Os termos se referem apenas aqueles mosquetes que tiveram a "alma" do cano, originalmente lisa, trabalhada de forma a passar a ter estrias ou raias, como nas armas mais modernas.
Já os termos mosquete com estrias ou mosquete com raias, referem-se a mosquetes que foram fabricados já com estrias na alma do cano. Na prática, os termos se confundem e acabam sendo usados indistintamente.

## Alguns exemplos

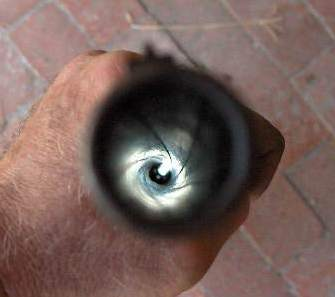
Estrias, ou raias no cano de um mosquete.

- Springfield Model 1816 - mosquete de alma lisa
- Springfield Model 1840 - mosquete de alma lisa, alguns foram convertidos estriados.
- Springfield Model 1842 - último mosquete Springfield de alma lisa, vários foram convertidos para estriados.
- Springfield Model 1855 - primeiro modelo de mosquete com estrias da linha Springfield.